# Euderus fuscedinellae
Euderus fuscedinellae är en stekelart som beskrevs av Yoshimoto 1971. Euderus fuscedinellae ingår i släktet Euderus och familjen finglanssteklar. Inga underarter finns listade i Catalogue of Life.